# Markthalle (Marigny-en-Orxois)

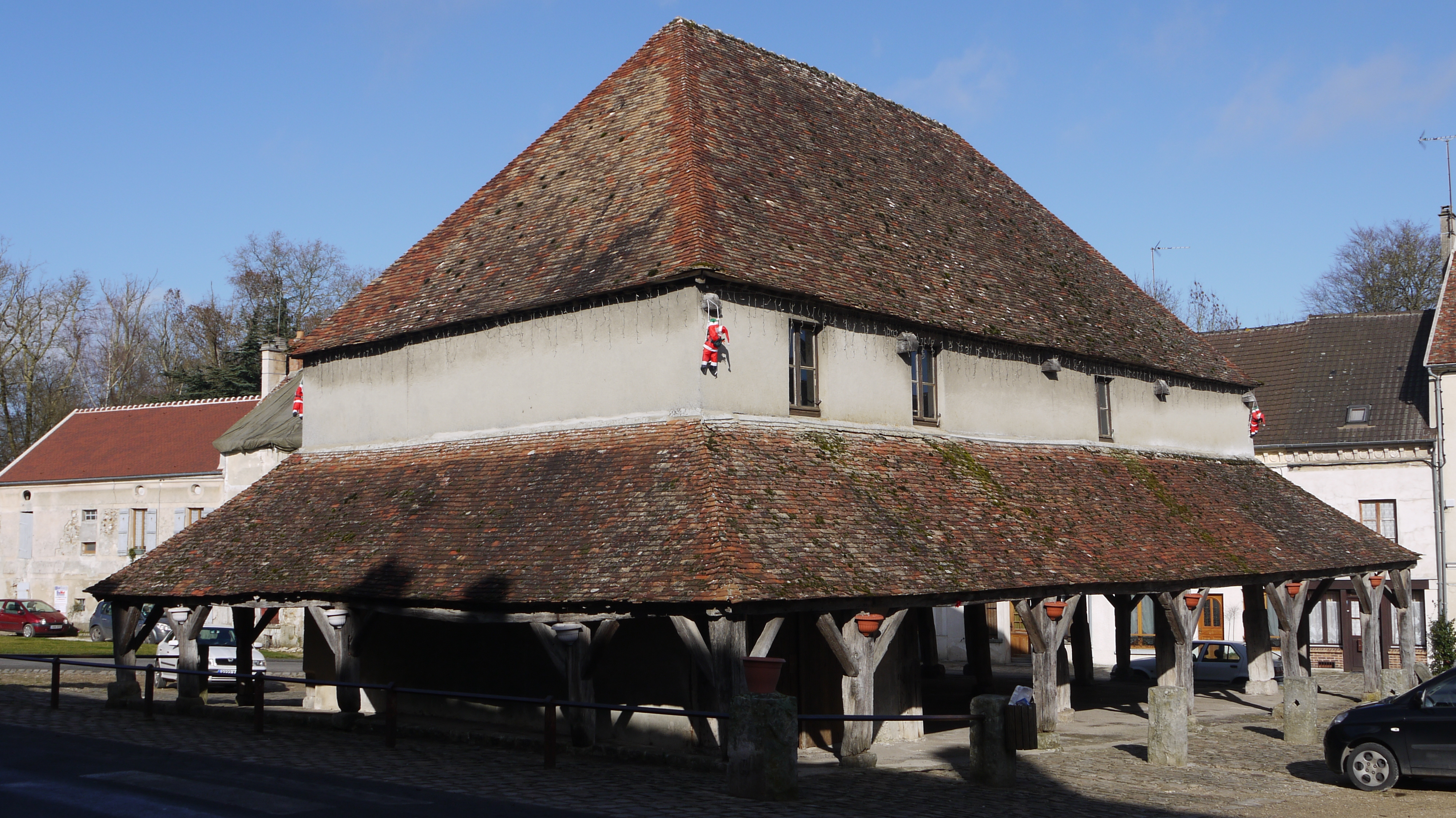
Markthalle in Marigny-en-Orxois

Die Markthalle in Marigny-en-Orxois, einer französischen Gemeinde im Département Aisne in der Region Hauts-de-France, wurde ursprünglich im 17. Jahrhundert errichtet und 1837 umgebaut. Die Markthalle an der Place de la Halle steht seit 1921 als Monument historique auf der Liste der Baudenkmäler in Frankreich.
Das Gebäude besteht aus einer Holzkonstruktion. Im Obergeschoss befindet sich der Ratssaal, der auch als Festsaal genutzt wird.